# Дубровка (приток Вязьмы)
Дубровка — река в Ивановской области России, протекает по Тейковскому и Комсомольского районам. Правый приток верхнего течения Вязьмы.
Исток реки находится в лесах. Впадает в Вязьму по правому берегу, выше древни Устье. Не судоходна.
Населённых пунктов вдоль русла реки нет.
Система водного объекта: Вязьма → Уводь → Клязьма → Ока → Волга → Каспийское море.